# NGC 6389
NGC 6389 est une vaste galaxie spirale située dans la constellation d'Hercule. Sa vitesse par rapport au fond diffus cosmologique est de 3 075 ± 3 km/s, ce qui correspond à une distance de Hubble de 45,4 ± 3,2 Mpc (∼148 millions d'al). NGC 6389 a été découverte par l'astronome germano-britannique William Herschel en 1799.
La classe de luminosité de NGC 6385 est II-III et elle présente une large raie HI. C'est une galaxie du champ, c'est-à-dire qu'elle n'appartient pas à un amas ou un groupe et qu'elle est donc gravitationnellement isolée.
À ce jour, cinq mesures non basées sur le décalage vers le rouge (redshift) donnent une distance de 50,160 ± 18,847 Mpc (∼164 millions d'al), ce qui est à l'intérieur des valeurs de la distance de Hubble. Notons cependant que c'est avec la valeur moyenne des mesures indépendantes, lorsqu'elles existent, que la base de données NASA/IPAC calcule le diamètre d'une galaxie et qu'en conséquence le diamètre de NGC 6389 pourrait être d'environ 41,4 kpc (∼135 000 al) si on utilisait la distance de Hubble pour le calculer.

## Supernova
La supernova SN 2000M a été découverte dans NGC 6389 le 27 février 2000 par l'astronome amateur italien Marco Migliardi membre de l'association CROSS de l'association astronomique de Cortina. Cette supernova était de type II.